# Aeolagrion dorsale
Aeolagrion dorsale är en trollsländeart som först beskrevs av Hermann Burmeister 1839.  Aeolagrion dorsale ingår i släktet Aeolagrion och familjen dammflicksländor. Inga underarter finns listade i Catalogue of Life.